# Tidjikdja

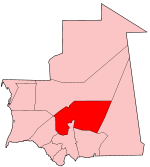
A Tagant térség

Tidjikdja (arabul: تجكجة) 6000 lakosú város Mauritánia középső részén a Tagant térségben egy terjedelmes és aránylag csapadékos völgyben. Tidjikdja a konzervatív bidan ideológia fellegvára. A város a datolyát termő pálmafáiról és építési szokásairól ismert.
A várost az Adrar vidékéről érkezett mórok alapították 1680-ban. Legfőbb nevezetessége az óváros és a Pénteki mecset.
A várostól kissé északra egy repülőtér található, aminek kifutópályája 1600 m hosszúságú.
A város híres szülötte Mohamed Mahmoud Ould Louly (1943–2019), Mauritánia egykori elnöke.